# مطار كوتاهيا
قاعدة كوتاهيا الجوية (بالتركية: Kütahya Air Base)‏ هو مطار عسكري تابع للقوات الجوية التركية. يقع في حدود مدينة كوتاهيا التركية، ويبعد عنها حوالي 35 كيلومتراً. ويستقبل المطار أحياناً الطائرات المدنية، وهو صغير بالنسبة لمطارات المُدن الكبرى. وقد اكتمل بناءه في عام 2012. بالنسبة إلى الرقعة الجغرافية فهو مصمم على أن يخدم ثلاث محافظات بشكل رئيسي عدا المدن الفرعية وهي كوتاهيا، افيون، اوشاك.